# Demologos (bateria flutuante)

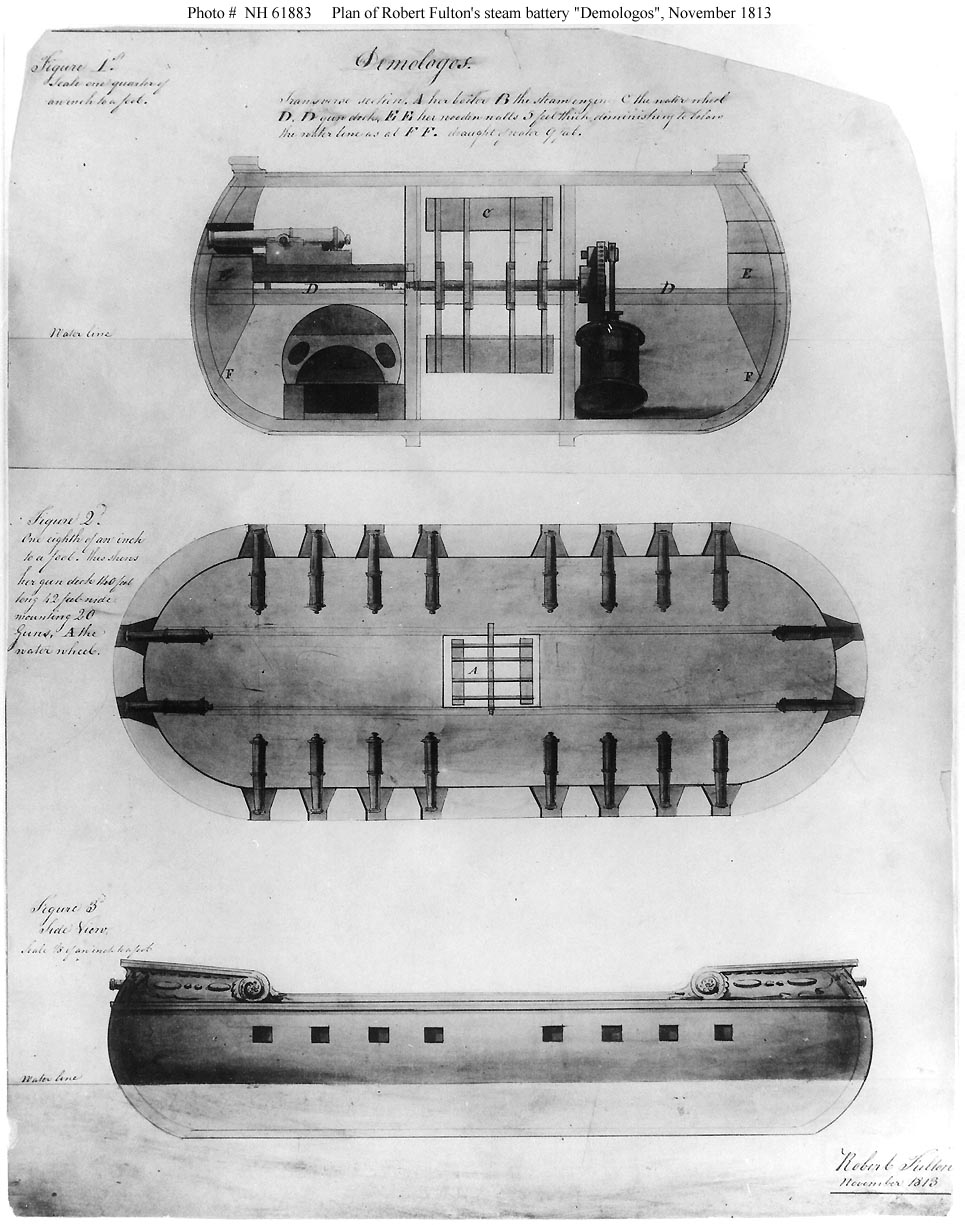
Projeto do USS Demologos

O Demologos foi um navio e fez parte da frota da Marinha dos Estados Unidos, sendo o primeiro navio de guerra a ser propulsionado por um motor a vapor.

## História
A embarcação foi encomendada pelo governo americano com o objetivo de defender o Porto de Nova Iorque durante a Guerra anglo-americana de 1812. O navio foi projeta por Robert Fulton e a sua construção ocorreu durante o ano de 1814, com o lançamento ao mar e testes em 1815 e entregue à marinha de Estados Unidos em junho 1816, quando a guerra já tinha terminado, portanto, o navio nunca participou de uma ação militar e teve somente um dia do serviço ativo, quando carregou o presidente James Monroe por uma excursão do porto de Nova Iorque. É provável que é neste momento que o Demologos é rebatizado para Fulton como forma de homenagem ao seu projetista, pois Robert Fulton faleceu em fevereiro de 1815.
Em 1821 o Fulton foi levado a reserva, com a retirada de seu armamento e máquinas. A partir de 1825 serviu como quartel flutuante para Brooklyn Navy Yard e em 4 de junho de 1829 ele foi afundado com a ajuda de uma explosão.

## Dados Técnicos
O Demologos foi uma embarcação de madeira, de 1.450 toneladas, com comprimento de 47,5 mts, largura de 18 mts, altura lateral de 6,1 mts e calado de 3,05 mts.  Sua propulsão era através de máquina a vapor de 1 cilindro com 120 cv (89 kW), atingindo velocidade de 5,5 nós (10,2 km). Seu armamento era composto por 16 a 32 canhões.

## Galeria de ilustrações

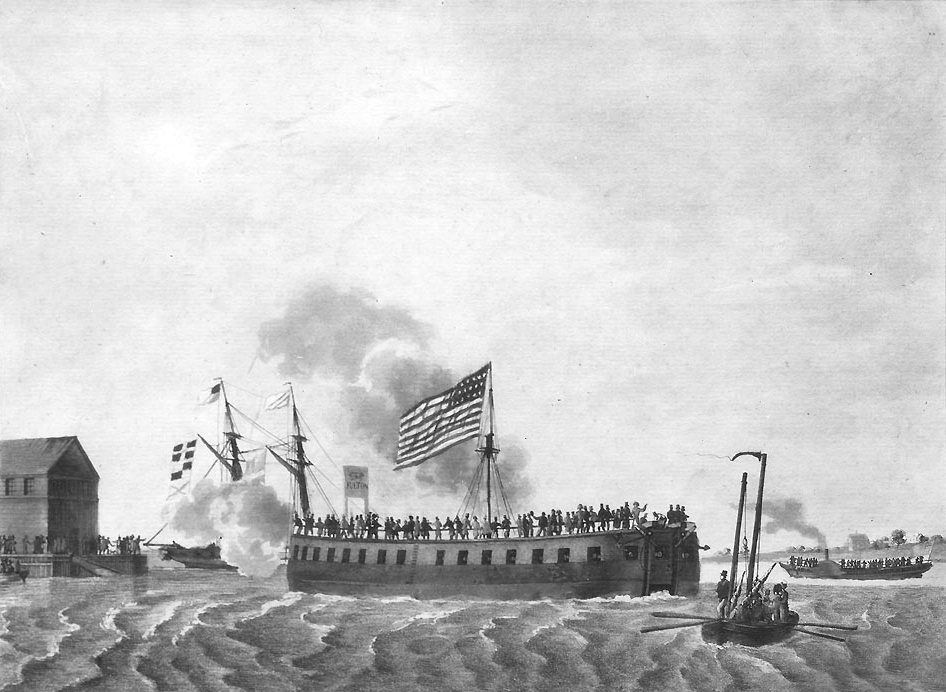
USS Fulton
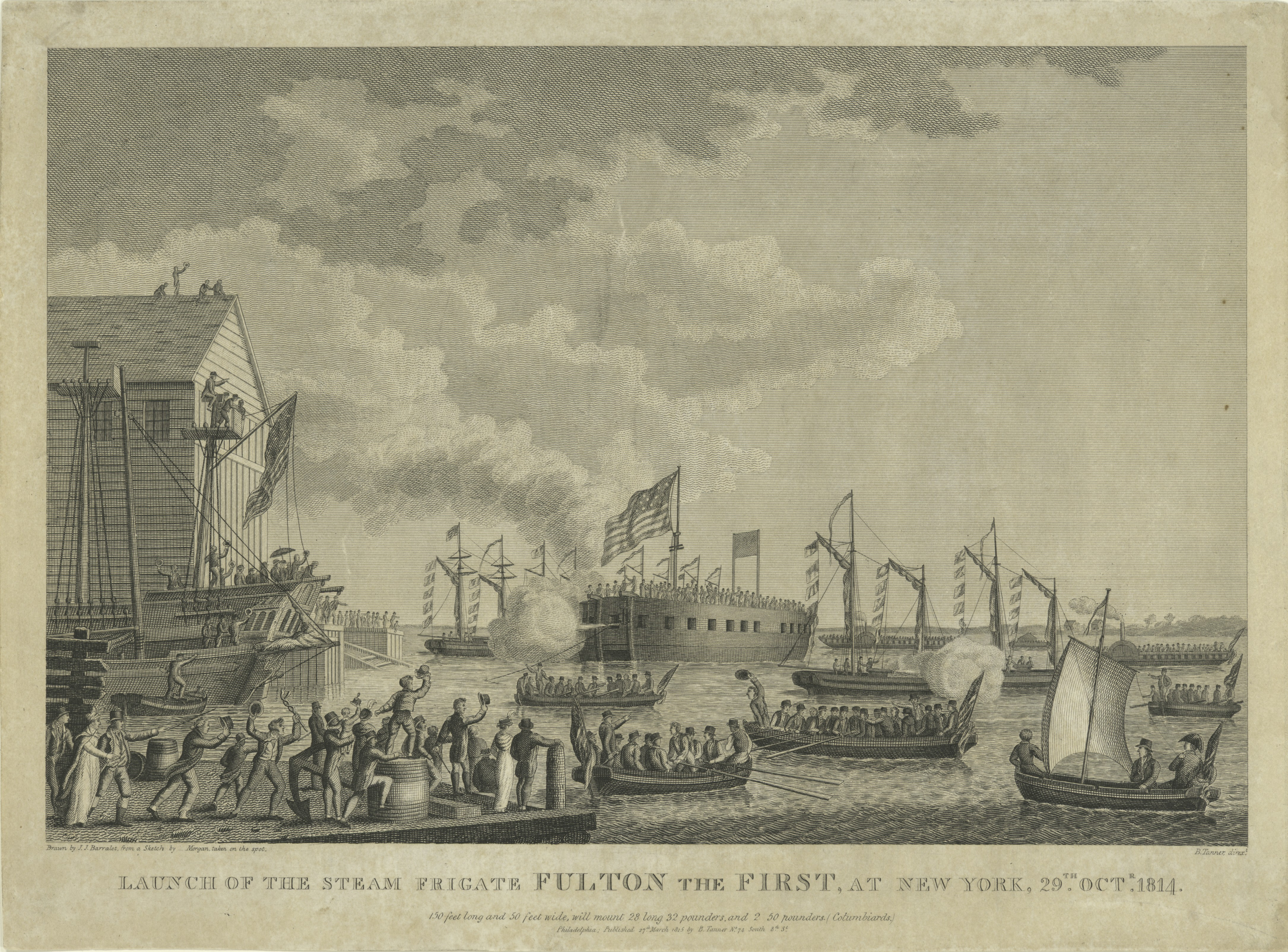
USS Fulton